# Поморавски народо-просветен комитет
Поморавският научен комитет е българска научна организация, създадена през 1917 г., чиято основна задача е съживяване на българското национално чувство в населението на Поморавието и Тимошко.
Комитетът е създаден в 1917 г., когато по-голямата част от Поморавието, заедно с Тимошко, са под контрола на Царство България по време на Първата световна война. Избран е от моравската и тимошката емиграция в България по това време. В него са включени учени и видни представители на обществеността. Основен принцип на комитета е Никакво насилие, никаква принуда!
Комитетът провежда основно заседанията си в главния град на Поморавието Ниш, където се вземат най-важните решения с местно значение, предимно от културно-просветно естество.
Изключително съдействие за дейността на комитета, е оказана от Петър Дървингов - началник-щаб на Моравската военно-инспекционна област, пак с център Ниш. От страна на военните власти на комитета е предоставена възможност за изяви и провеждане на културно-просветна дейност, на страниците на вестник „Моравски глас“, печатан в Ниш и разпостраняван в Моравската военно-инспекционна област.
Председател на Поморавския научен комитет е академик Сава Живков Дацов (родом от Зайчар), а членове са: Спас Вацов (родом от Пирот), Кръстьо Кръстев (родом от Пирот), Петър Зъбов (родом от Пирот), Елисей Манов (родом от Пирот), Стилиян Чилингиров, Анастас Иширков и Гаврил Занетов.
След края на първата световна война с откъсването на българските Западни покрайнини от Отечеството и реанексията на Поморавието към Сърбия е създаден Западнопокрайненският научен институт.